# Kubrat Pulev
Kubrat Pulev (født 4. marts 1981) er en bulgarsk bokser, som konkurrerer i vægtklassen super-sværvægt. Pulev fik sin olympiske debut, da han repræsenterede Bulgarien ved OL 2008. Her blev han slået ud i første runde af Óscar Rivas fra Colombia i samme vægtklasse. Han har en bronzemedalje fra bokse-VM 2005 i Kina.